# ظلة (أثاث)

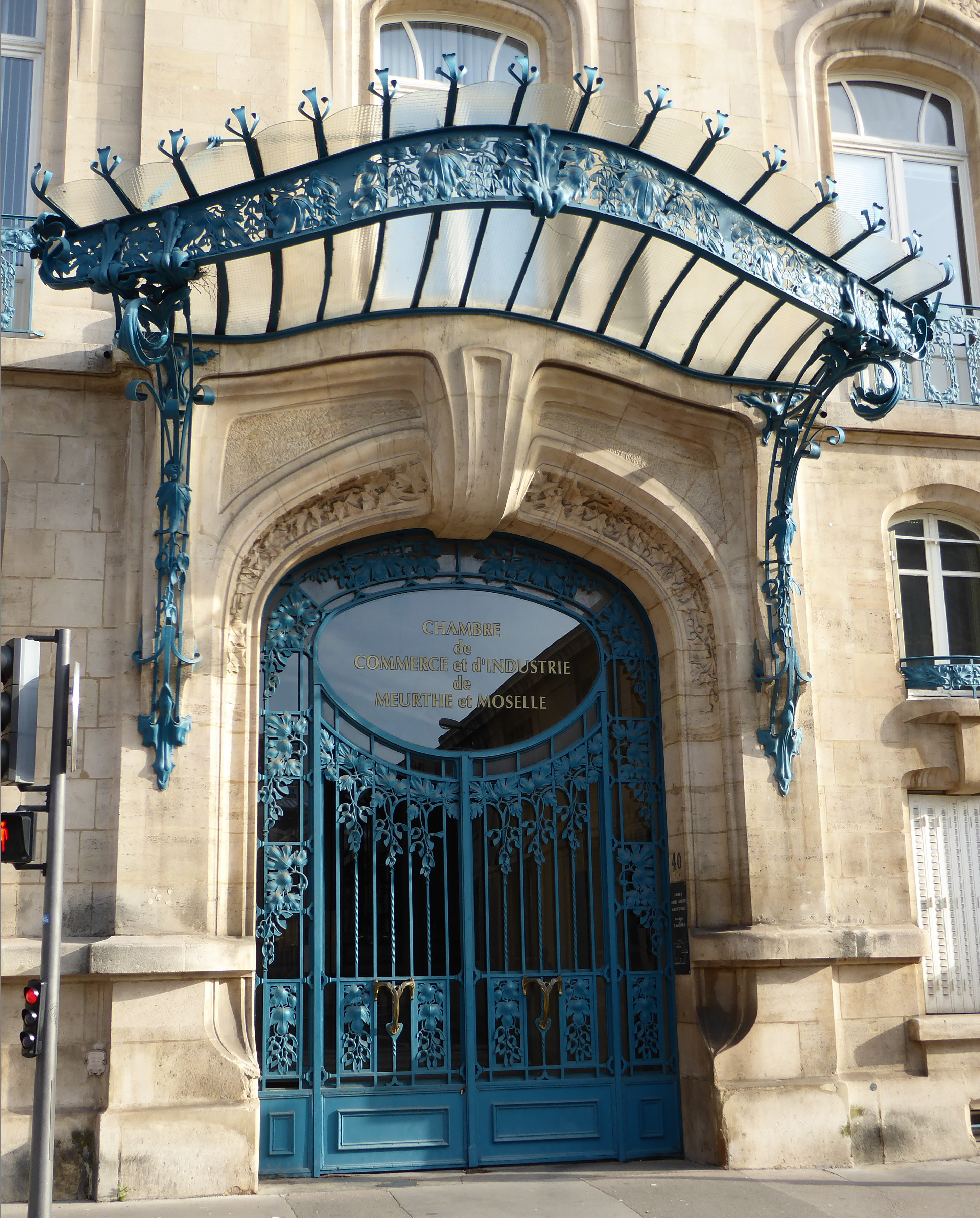
ظُلّة فن جديد في نانسي (فرنسا)

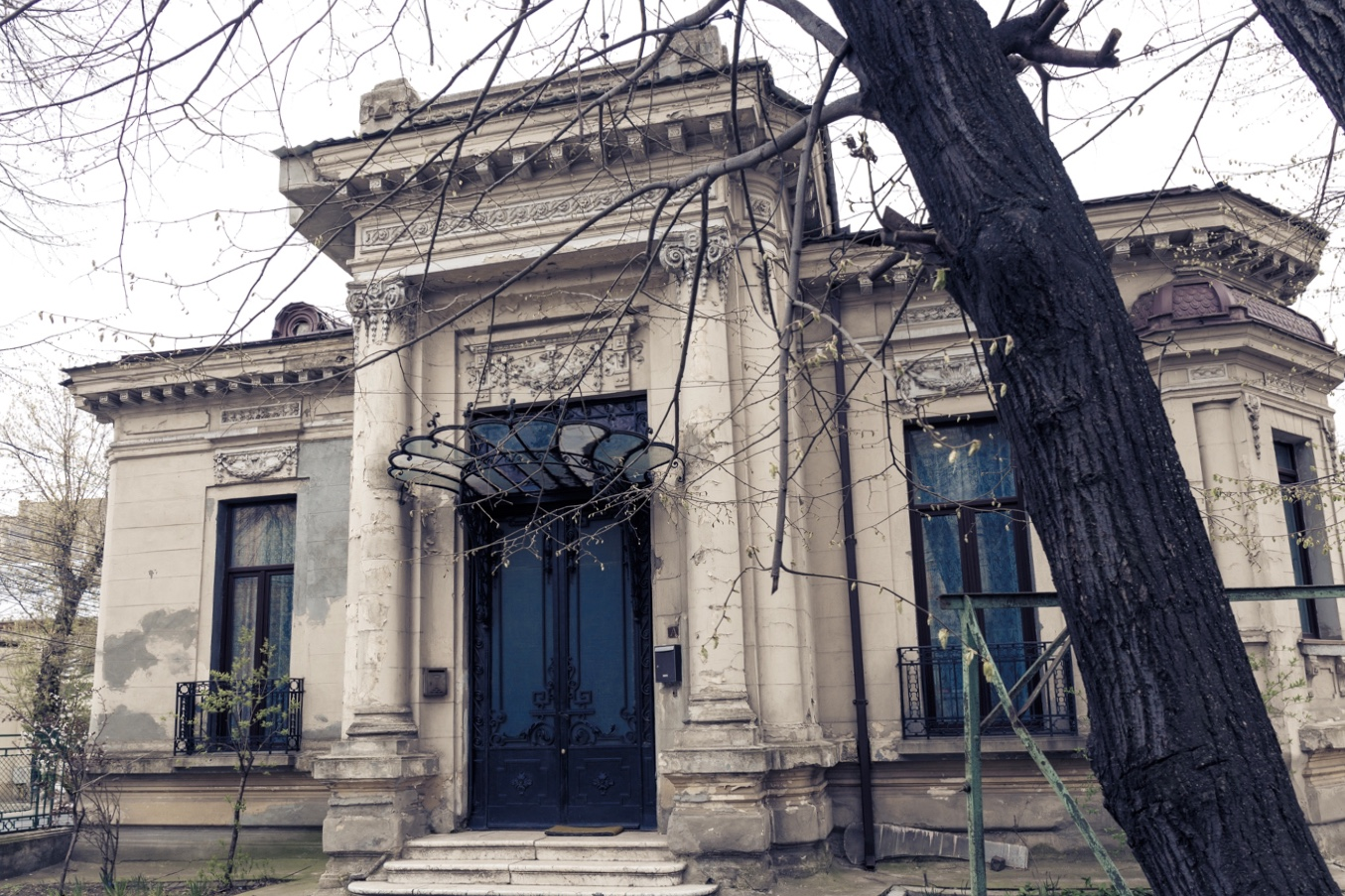
منزل المدينة مع ظلّة فوق المدخل، في بوخارست (رومانيا)

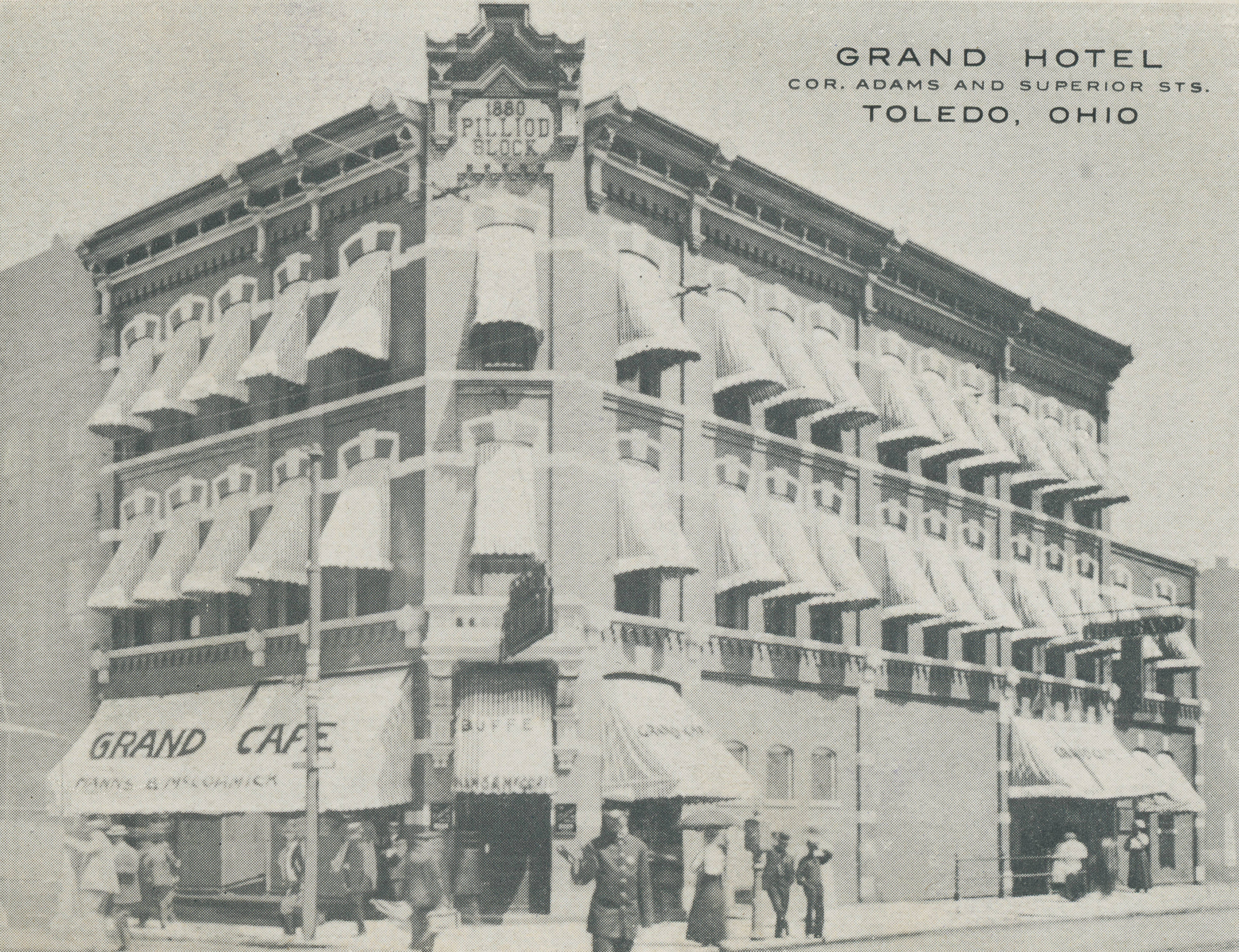
فندق كبير مع العديد من الظلات في توليدو ، أوهايو

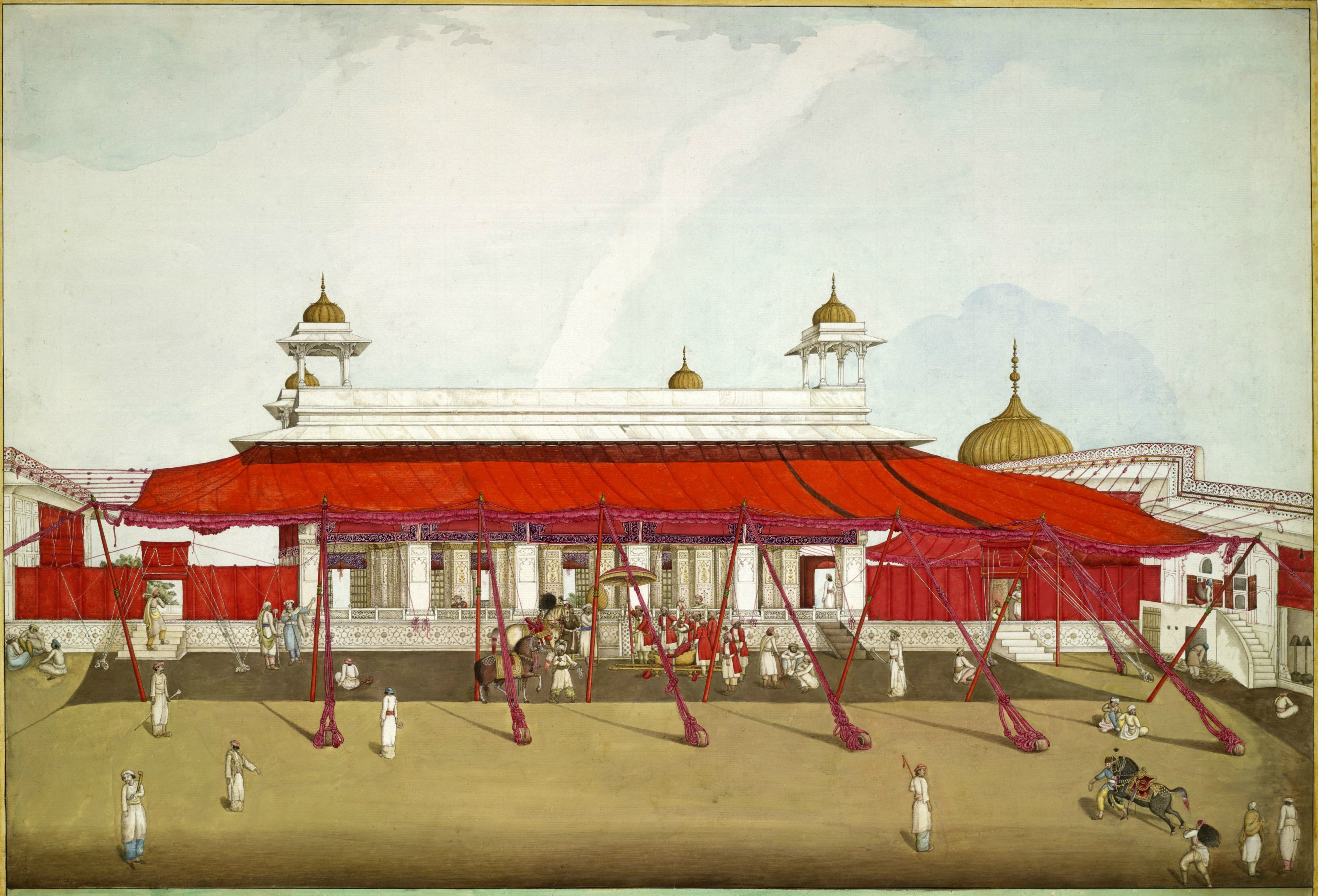
الديوان الخاص في الحصن الأحمر في دلهي مع الظلات الحمراء أو شامياناس، في عام 1817

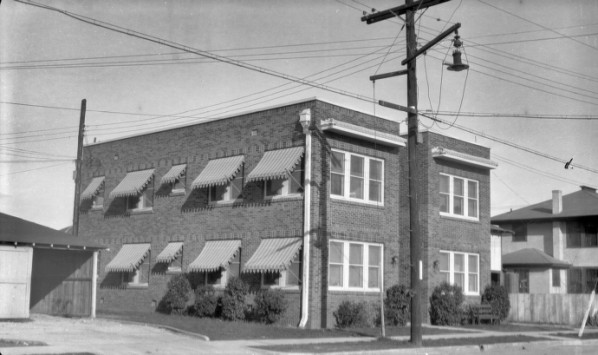
ظُلّات على النوافذ

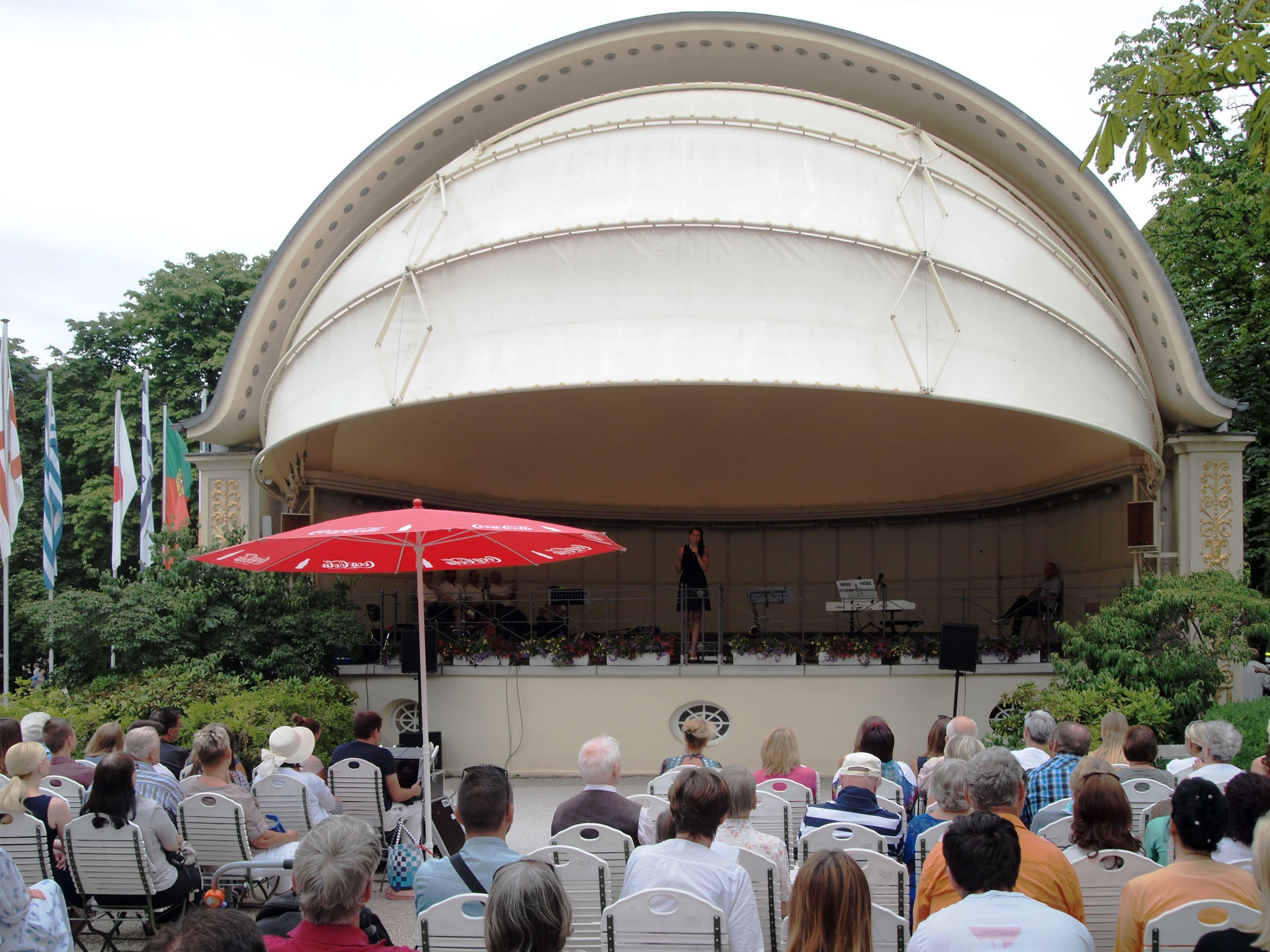
ظُلّة كروية

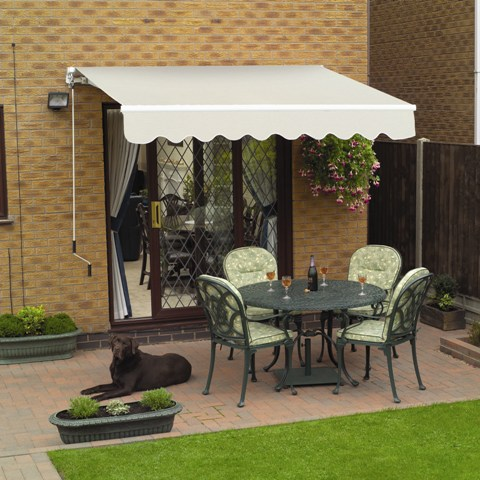
مثال على ظلة حديقة حديثة

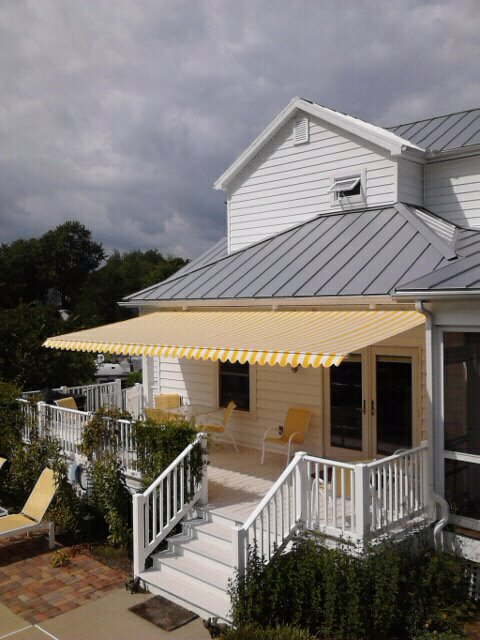
ظلة قابلة للطي في ولاية ماريلاند بالولايات المتحدة الأمريكية.

الظُلَّة غطاءٌ ثانوي متصل بالجدار الخارجي للمبنى. ويوصف المبنى المزود بها مُظَلَّل. تكون عادةً من قماش منسوج من خيوط الأكريليك أو القطن أو البوليستر، أو الفينيل المصفح إلى قماش البوليستر الذي يُشد بإحكام فوق هيكل خفيف من الألومنيوم أو الحديد أو الفولاذ، وربما الخشب أو مادة شفافة (تُستخدم لتغطية الألواح الحرارية الشمسية في الصيف، ولكن يجب أن يسمح بأكبر قدر ممكن من الضوء في الشتاء). تكوين هذا الهيكل هو شيء من الجمالون أو إطار الفضاء أو هيكل مستو. تُنشأ الظُّلَّات أيضًا من هيكل من الألومنيوم مع صفائح الألمنيوم. غالبًا ما تُستخدم الظُّلَّات المصنوعة من الألومنيوم عندما لا تكون المظلة القماشية قادرة على حمل الثلج أو مقاومة الرياح.
قد يكون موقع الظُّلَّة على المبنى فوق نافذة أو باب أو على طول الرصيف. قد تُضاف الأعمدة إليها لتغطي مساحات أوسع أبعد من المبنى، كما في حالة مدخل الفندق. كثيرٌ من المطاعم يستخدم ظُلّات واسعة تكفي لتغطية منطقة خارجية كبيرة لتناول الطعام في الهواء الطلق أو الحفلات أو الاستقبال. وقد شاع في في المباني التجارية رسم الظلة بمعلومات عن الاسم والعمل والعنوان ،فتكون مثل لوحة إعلانية بالإضافة إلى توفير الظل وتخفيف الرياح القوية والحماية من المطر أو الثلج. في المناطق ذات الطقس الشتوي ، لا يلزم فك معظم المظلات في نهاية الصيف - يمكن أن تظل منسدلة مقابل المبنى طوال فصل الشتاء، أو قد تُبنى لتلك الظروف.